# Jesusmytteorin
Jesusmytteorin är uppfattningen att berättelserna om Jesus från Nasaret i Nya Testamentet inte beskriver en fysik historisk person, utan en fiktiv, mytologisk eller helt immateriell karaktär skapad av den tidiga kristna gemenskapen, baserad på antika mytologiska personer, samt på gamla testamentets profetior om Messias. Vissa förespråkare hävdar att händelser eller uttalanden också kan ha hämtats från en eller flera individer som faktiskt levde, men att ingen av dem var kristendomens grundare. Uppfattningen är besläktad med ahistoriska hypotesen och radikalkritik.

## Jesusmyten och modern historisk forskning
Den ahistoriska hypotesen har idag status som marginalvetenskap som har acceptans bland mycket få religionshistoriker, utan betraktas inom etablerad textkritisk forskning som osannolik och långsökt. Den ahistoriska hypotesens förespråkare accepterar inte att den textkritiska forskningsmetoden kan användas för att identifiera trovärdiga och sannolika uppgifter i Nya testamentet. Graham Stanton, professor i teologi, skriver "Idag accepterar nästan alla historiker, vare sig kristna eller ej, att Jesus existerat och att evangelierna innehåller många värdefulla bevis, som måste vägas och bedömas kritiskt. De är allmänt överens om att vi vet mycket mer om Jesus från Nasaret än om någon annan av första eller andra århundradets judiska eller hedniska religiösa lärare, möjligen med undantag för Paulus." Teologiprofessorn J C Dwyer har i sin kyrkohistoria skrivit att Evangelierna inte är några historiska dokument i modern betydelse och är inte några biografier om Jesus. Det är därifrån nästan alla uppgifter om Jesus är hämtade.
Jesusmytens förespråkare är överens med modern historievetenskap om att det är svårt att hitta av kristendomen oberoende källor som kan bekräfta flertalet av Bibelns uppgifter om Jesus. Historikern J M Roberts(en) menar att evangelierna i sig själva inte är tillfredsställande bevis, men att deras brister kan överdrivas.. 
Det är svårt att hitta disputerade forskare, som argumenterar för Jesusmyten och den ahistoriska hypotesen. En känd historiker, som anser att det är "mycket sannolikt" att Jesus aldrig existerat, är Richard Carrier. Emellertid anser han att denna uppfattning fortfarande enbart har status av en hypotes i behov av vetenskaplig granskning.

## Historik
Jesusmyten föreslogs ursprungligen av den radikalkritiska historikern och teologen Bruno Bauer under 1800-talet och fick betydelse för bibelforskningen under det tidiga 1900-talet. Populärvetenskapliga författare såsom Earl Doherty, Robert M. Price och George Albert Wells har nyligen åter populariserat teorin. Teologen Stanton skrev i The Gospels and Jesus 2002 att den grundligaste och mest sofistikerade av förespråkarnas argument framfördes av Wells i ett stort antal skrifter. Teologen Kenneth Grayston rådde kristna att medge de svårigheter som Wells påtalat, men Alvar Ellegård skriver att dennes åsikter förblir i huvudsak obehandlade av andra teologer.
Wells baserar liksom Ellegård sina argument på lärde med den synen på Nya Testamentets evangelier att de medger att dessa är källor, som skrivits årtionden efter Jesu död av folk som saknade personlig kunskap om honom.

## Besläktade teorier
Denna hypotes är kompatibel med den euhemeristiska uppfattningen att Jesus var en verklig person vars liv senare mytologiserades, eller från doketismens uppfattning att Jesu fysiska existens var en illusion. Den skiljer sig även från liberalteologins och nyprotestantismens vetenskapligt källkritiska hållning till Bibeln och skepticism inför bl.a. Jesu underverk.
Även inom kristen förkunnelse förekommer uppfattningen att Jesus inte var medveten om att han grundade en religiös sekt, utan levde i judendomen och främst förkunnade att Guds rike är nära. I liberalteologiska sammanhang förekommer även uppfattningen att Jesus inte betraktade sig själv som Guds enfödde son, eftersom temat inte uppfattas som lika framträdande hos de synoptiska evangelierna som i Johannesevangeliet, vilket anses ha författats senare.

## Varianter av Jesusmyten
Det finns minst två varianter av uppfattningen att Bibelns Jesus är ohistorisk:
1. en uppfattning som lämnar frågan om Bibelns Jesus verkligen är en verklig historisk person öppen och som hävdar att det mesta eller allt man tror sig veta om Bibelns Jesus är myter. Enligt denna variant anses att Nya Testamentets uppgifter om Jesus och de övriga rollinnehavarna helt eller delvis är uppdiktade.[17]
2. en mer radikal uppfattning – vanligen benämnd den ahistoriska hypotesen – som innebär personen Jesus över huvud taget inte har existerat.[18] En företrädare för sådana uppfattningar var van den Bergh van Eysinga.

## Några argument framförda för den mytologiska hypotesen och kritik av argumenten
Jesusmyten grundar sig på att denne Jesus själv inte har lämnat några skrifter efter sig, att det inte finns bevis för att någon av evangeliernas författare var samtida med Jesus, samt att det finns få oberoende historiska källor som stödjer Jesu historicitet, varav ingen var exakt samtida med Jesus. Hypotesen grundar sig vidare på vissa paralleller mellan Nya testamentets berättelser om Jesus och antikens filosofer, mysteriereligioner och myter om återfödda gudomar, till exempel mithraism.
Enligt teologiprofessorn John C Dwyer är inte evangelierna historiska beskrivningar i vår bemärkelse, utan texter som syftar till att förkunna vad apostlarna uppfattade som "det glada budskapet" och är alltså nedtecknade predikningar.
Sammanfattningsvis grundas Jesusmytteorin på att föreställningen att det på den tiden sågs som naturligt att få faktisk kunskap genom uppenbarelser och omtolkningar av heliga skrifter, vilket leder till mytbildning. Ett annat skäl anses vara att det inte finns några helt säkra historiska uppgifter om Jesus i oberoende historiska källor. Varje försök att rekonstruera den historiske Jesus utifrån evangelierna blir sålunda färgad av teologiska antaganden. Vi kan praktiskt taget inte veta någonting om Jesu liv och person utanför det som evangelierna förkunnar. Jesusmyten anses ha influerats av andra samtida myter och mysteriereligioner, såsom till exempel myter om intermediärsonen och om gudar såsom Dionysos och Osiris samt av kulten kring Mithras och Krishna, vilka i olika avseenden uppvisar likheter med helbrägdagöraren Jesus.

### Avsaknad av information om Jesu liv i de tidigaste kristna skrifterna
De äldsta kristna skrifterna i Nya Testamentet som är Paulus brev, av vilka åtminstone sju allmänt anses ha skrivits av Paulus, berättar ingenting om vare sig Jesu liv eller undervisning, när och var Jesus föddes eller om vilka hans föräldrar var. Referenser till nästan allt som de senare författade fyra evangelierna förtäljer saknas: Han nämner till exempel inte Judas Iskariot, och även om han intresserar sig mycket för korsfästelsen av Jesus ger han den ingen historisk inramning. I ett Paulusbrev står det att judarna dödade Jesus (1 Thess. 2:15), men det framgår inte att Jesus skulle ha dömts till döden av både judar och romare, och inte heller att han korsfästes av Pilatus i Jerusalem. Stycket ses dessutom av vissa forskare som ett senare tillägg.
Paulus hänvisar heller aldrig till Maria, Josef eller Johannes Döparen och Jesu dop. Inte heller framgår det någonstans i Paulus texter att Jesus varit en lärare i etik, som undervisade med hjälp av liknelser. Professor Elaine Pagels menar att de brev som Paulus skrivit är gnostiskt påverkade, och inom gnosticismen uppfattas religiösa texter i regel allegoriskt. I Didache som är ett av de tidigaste kristna dokumenten (vanligen daterat till omkring år 100, ibland tidigare), nämns Jesus fyra gånger, men ingen historisk information ges om honom. I Hermas Herden (daterad till omkring år 140 e.Kr.) nämns varken Jesus eller Kristus.

### Kritik av argumentet
Mot detta har framförts att Paulus i flera texter beskriver Jesus som en person av kött och blod, bland annat i Romarbrevet. Paulus använder sig av namnet Jesus 218 gånger i sina skrifter, utöver benämningar som "Kristus" och "Herren". Man menar dessutom att eftersom mycket information finns i evangelierna så fanns det ingen större mening för Paulus att upprepa alla detaljer och berättelser.
En av förespråkarna för Jesusmyten, Earl Doherty, håller med om att "mainstream-teologer i dag finner teorin oviktig. De flesta av deras synpunkter är enbart uttryck för förakt." Men förakt är inget bevis för någonting säger Doherty. Han förklarar dessa med en konspirationsteori, genom att säga att främst religiösa men även sekulära intressen har "iscensatt en kampanj mot teorin."

### Avsaknad av säkra historiska belägg från samtida historiker
Ett av de första tydliga oberoende icke-judiska omnämnandena av Jesus som en person som levt relativt nyligen i historisk tid gjordes av den romerske historikern Tacitus omkring år 115. Den judiske historikern Josefus skrev på 90-talet ett verk som innehåller två omnämnanden av Jesus, men även om forskarmajoriteten i dag anser att åtminstone en kärna av detta är äkta och att Josefus därmed skrev om Jesus, finns en minoritet som anser att båda omnämnandena i sin helhet är senare tillägg till den text Josefus skrev (se Jesusomnämnandena hos Josefus).
Att historiker skulle nämna Jesus, innan den kristna kyrkan hunnit växa till sig något vore inte att förvänta, såvida inte Jesus gjort starkt intryck på samtiden. Att Filon (född 25 f.Kr.), som speciellt intresserade sig för religiösa händelser inte minst i Palestina, inte nämner Jesus eller den kristna rörelsen ger enligt anhängarna starkt stöd för mytteorin, liksom att Justus av Tiberias som verkat i ungefär samma geografiska område och vid ungefär samma tid inte heller nämner Jesus.  Båda verkade emellertid under den kristna rörelsens allra första tid och hade delvis andra intresseområden (Justus var politiskt engagerad i motståndet mot romarna medan Filon var specialintresserad av det religiösa livet i Palestina på Jesu tid och borde därför ha haft anledning att intressera sig för den tidiga kristendomen). Enligt kritiker av Jesusmyten är det ganska naturligt att en sådan avvikande och på den tiden liten rörelse inte omnämns hos dessa båda författare. Att Josefus ena referens av Jesus inte till sin helhet är autentisk är allmänt vedertaget. De flesta forskare lutar dock åt att den i huvudsak är autentisk, med några få senare tillägg av kristna skribenter. Många forskare menar att det med källkritisk metod går att återskapa en trovärdig text som Josefus skulle ha kunnat skriva, genom att avlägsna tendentiösa formuleringar.

### De tidiga kristna texterna talar om hemligheter som uppenbarats
Jesusmytens företrädare menar att Paulus och andra tidiga författare talar om den gudomliga sonen i deras tro såsom en andlig, himmelsk figur och identifierar aldrig denne med "Jesus Kristus" såsom en man som levat och dött i nära historisk tid. Istället har guden Gud uppenbarat existensen av sin son genom den helige ande. De tidiga författarna talar om gamla hemligheter, som uppenbarats för första gången för apostlar såsom Paulus utan att nämna någon historisk Jesus. Det skulle därför inte finnas något utrymme för att tolka dessa tidiga skrifter som belägg för att en historisk Jesus skulle ha existerat vid kristendomens början. Paulus gör det klart att hans vetskap om Kristus dels kommer från heliga skrifter under inflytande av gudens inspiration, dels från hans möte med de äldste i Jerusalem, bl.a. Petrus, vid flera tillfällen.

#### Så kallad frälsning sker i en värld uppbyggd enligt antikens världsbild
De handlingar som gudarna uträttade i den andliga världen utfördes i ett universum som bestod av flera lager i enlighet med antikens hellenistiska världsbild (se artikeln Nyplatonism), som delades i någon mån även av de helleniserade judar bland vilka Paulus och Barnabas evangeliserade. Den andliga världen sträckte sig från det nedersta lagret bestående av materia, där människorna lever och upp genom många himmelska skikt (där olika gudomliga varelser såsom änglar och demoner fanns) till den högsta nivån bestående av ren ande. I denna medeltida uppfattning om universums byggnad hade änglarna tilldelats den mycket viktiga rollen att skapa "sfärernas harmoni". Änglarna hade att hålla ordning på dynamiken i det kosmos, som guden hade skapat. Var och en av Aristoteles kristallsfärer hade en "intelligens" (tolkad som en ängel), som puffade på och passade tiden.

#### Likheter med mysteriereligioner och olika frälsarfigurer
Berättelserna om Jesus har många gemensamma drag med de grekisk-romerska frälsningsläror som brukar kallas mysteriereligioner, exempelvis Mithrasmysterierna, Isismysterierna, och Osirismysterierna, som innehöll myter om att mysteriegudomen utfört någon handling som medförde förmåner till och frälsning av de som trodde på myten.  Några av dessa (till exempel Dionysos, Attis och Adonis) ingick, till skillnad från de tidigare nämnda mysteriegudomarna, i myter där guden hade uppstått efter döden på det ena eller andra sättet. Sådana handlingar menade man ägde rum i det övre andliga skiktet och inte på jorden och i historien. De flesta av dessa kulter hade heliga måltider och ledde till föreställningar om mystiska relationer mellan de troende och guden i likhet med vad Paulus säger om Kristus.
Likheterna mellan Jesusmyten och andra myter som fanns vid tiden för den tidigaste kristendomen talar, enligt Jesusmytteorins anhängare, för att berättelsen om Jesus införlivat delar av andra myter till exempel från myterna kring Dionysos och Attis (Adonismyten vidareutvecklades däremot kontinuerligt under antiken, och en uppståndelsedel är inte belagd före ca 150 e.Kr). Detta, menar hypotesens motståndare, är emellertid en anklagelse som riktades mot den kristna kyrkan redan under antiken. De så kallade kyrkofäderna anförde som motargument att mysteriereligionerna alla gjorde anspråk på en esoterisk kunskap, alltså på hemliga läror som oinvigda inte fick del av, medan den kristna läran förkunnades öppet och för alla. Modern forskning  har också lagt i dagen mysteriereligionernas ofta extatiska karaktär, inte sällan förbunden med sexuellt laddade riter med rötter i ännu äldre fruktbarhetsreligioner, något som står i skarp kontrast mot den tidiga kyrkans lära och snarare visar på en betydande skillnad mellan de två.

## Sammanfattning
Förespråkare för Jesusmyten, som Wells och Ellegård, anser att det finns rimliga skäl att betrakta Jesusgestalten huvudsakligen som ett litterärt koncept och en religiös konstruktion baserad på föreställningar, som fanns långt innan den tid som denne enligt NT skall ha existerat på jorden. Hans slutliga litterära gestalt, som vi idag känner som "Bibel-Jesus" enligt det Nya testamentet, skulle inte ha fastställts förrän på 300-talet och då i Rom efter en lång och bitter strid mellan olika kristna inriktningar. Finslipningen av texten anses dock ha pågått ända in till 800-talet innan det Nya testamentet fick sin nuvarande form. Även om det fanns en levande person från vilken man hämtade vissa biografiska detaljer, så framstår Jesu livshistoria, enligt förespråkarna för teorin, i all väsentlighet som en sammanfogad och fiktiv skildring. Teorin innefattar uppfattningen att Jesus och berättelsen om honom i Nya testamentet är synkretismer från myter under hans era och är vanligtvis kopplad till en skeptisk hållning till Jesus historicitet.

### Forskare och författare vars arbeten ger stöd åt den mytologiska hypotesen
Anhängare av teorin är bland annat Earl Doherty (forskare i antikens historia och klassiska språk och som har skrivit boken The Jesus Puzzle), Alvar Ellegård (professor emeritus i engelska, som hävdade att Jesus existerade långt tidigare och var ledare för esseerna) samt George Albert Wells (professor emeritus i tyska). Genom att de befinner sig utanför teologins ämnesområde betraktas de med viss tveksamhet av de flesta teologer, men de anses av teorins förespråkare kunna bidra med mer förutsättningslös forskning av just detta skäl. Mytteorin betraktas dock som en möjlighet även av teologiprofessorn Robert M. Price.
Arkeologen John Marco Allegro har föreslagit att esséernas ledare, "Rättfärdighetens lärare", var en förebild till Jesusgestalten. Författaren Acharya S (pseudonym för Dorothy Murdock) hävdade att Jesus och kristendomen skapades av medlemmar i olika hemliga samhällen, mysterieskolor och religioner för att förena Romarriket under en statsreligion, och att dessa människor konstruerade religionen baserat på romerska, grekiska, egyptiska och andra myter.
Det ateistiske författaren Frank R Zindler(en) har gått igenom alla oberoende historiska belägg, som finns för Jesus historiska existens och anser att inget av dem ger något säkert belägg. Eftersom företrädesvis oberoende skribenter tillskrivs historiskt källvärde av den mytologiska hypotesens förespråkare, leder sådana resonemang till deras underkännande av den traditionella synen på Jesu historicitet.

### Mottagande av Jesusmyten
Det stora flertalet forskare inom historia, arkeologi och teologi har förhållit sig avvisande till synen på Jesus som myt, även om man är skeptisk till Bibelns berättelser om underverk och helbrägdagörelse. Historieprofessorn Arthur Drews drog slutsatsen att det inte finns några historiska fakta till stöd för Kristusmyten.
Myten fortsätter emellertid att behandlas i populärvetenskapliga verk (av privatforskare med kännedom om vetenskaplig metod som Earl Doherty, Roger Viklund och framlidne Alvar Ellegård, professor i engelska), men även av enstaka teologer, som Robert M. Price.

#### Kritik
Kritikerna av Jesusmyten menar att man genom att dra i tvivel vad som aldrig kan bevisas på absolut objektivt vis bygger Jesusmyten på en grund, som inte kan verifieras objektivt och därför i allt väsentligt sammanfaller med en trossats, trots att den utger sig för att vara vetenskaplig. Vissa kritiker har även kallat teorin för en konspirationsteori. Detta då det bland teorins förespråkare har förekommit uttalanden om att personer som inte förstår teorins självklarhet bör lämna diskussionen. Flera förespråkare har även ägnat sig åt att diskreditera kritiker snarare än att bemöta kritiken sakligt.
Förespråkarna för Jesusmyten menar dock att det är en missuppfattning av det vetenskapliga förhållningssättet att hålla för sant någonting som man inte kan finna belägg för. Detta illustrerade den berömda filosofen Bertrand Russell med analogin Russells tekanna. Kärnuppfattningen – att Jesus är en mytisk gestalt, möjligen formad omkring en för oss totalt okänd historisk person – har accepterats som en rimlig hypotes.

### Fotnoter
1. ↑  Bart D. Ehrman, Bart Did Jesus Exist? The Historical Case for Jesus of Nazareth, HarperOne 2012, sid. 12–13.
2. ↑  Price 2011, sid. 17, 421.
3. ↑  George Albert Wells, "Jesus, Historicity of". I Tom Flynn, The New Encyclopedia of Unbelief. Prometheus Books, 2007, sid. 446.
4. ↑  Robert Van Voorst, Jesus Outside the New Testament. Eerdmans, 2000, p. 6.
5. ↑  Price, Robert M. "Of Myth and Men" Arkiverad 8 december 2012 hämtat från the Wayback Machine., Free Inquiry magazine, Volume 20, Number 1, läst 2010-08-02.
6. ↑  James D.G. Dunn, "Myth" in Dictionary of Jesus and Gospels ed. Joel B. Green, et al. "Myth is a term of at best doubtful relevance to the study of Jesus and the Gospels."
7. ↑  Markus N. A. Bockmuehl (editor), Christoffer Tuckett (section author), The cambridge companion to Jesus, "part II - The history of Jesus", sid 124, Cambridge press. "All this does at least render highly implausible any far-fetched theories that even Jesus' very existence was a Christian invention.
8. ↑  Graham Stanton, The Gospels and Jesus (Oxford University Press, 2nd ed., 2002), p. 145
9. ↑  John C Dwyer Church History, 1998
10. ↑  J.M. Roberts, The Penguin History of the World, 1997, sid 265, "The evidence for the facts of his life is contained in the records written down after his death in the Gospels, the assertions and traditions which the early Church based on the testimony of those who had actually known Jesus. The Gospels are not by themselves satisfactory evidence but their inadequacies can be exaggerated. They were no doubt written to demonstrate the supernatural authority of Jesus and the confirmation provided by the events of his life for the prophecies which had long announced the coming of Messiah... Nevertheless, it is very hard to find corroborative evidence of the facts stated in the Gospels in other records.
11. ↑  Svend Erik Stybe, Idéhistorie. Vor kulturs idéer og tanker i historisk perspektiv, s.75, Munksgaard 4. udgave 9. oplag  1996, första utgåvan 1961
12. ↑  ”Did Jesus Exist? Earl Doherty and the Argument to Ahistoricity" (2002)”. Arkiverad från originalet den 5 juli 2009. https://web.archive.org/web/20090705071412/http://www.infidels.org/library/modern/richard_carrier/jesuspuzzle.shtml.
13. ↑  Carrier, Richard. ”Spiritual Body FAQ”. http://www.richardcarrier.info/SpiritualFAQ.html#ahistoricity. Läst 25 april 2009.
14. ↑  Carrier, Richard (2009). ”Comments at Richard Carrier Blogs”. http://richardcarrier.blogspot.com/2009/03/craig-debate-wrap.html?showComment=1238006760000#c2038665926598076080. Läst 25 april 2009.
15. 1 2  Ellegård, Alvar; Theologians as historians Arkiverad 3 augusti 2010 hämtat från the Wayback Machine., Scandia (2008) sid. 171–172, 175ff.
16. ↑  Gardell, Jonas (2009). Om Jesus. Tiden. ISBN 9788210050800
17. ↑  ”Har Jesus aldrig funnits?”. www.jesustro.se. http://www.jesustro.se/. Läst 6 december 2022.
18. ↑  Gathercole, Dr Simon (14 april 2017). ”What is the historical evidence that Jesus Christ lived and died?” (på engelska). the Guardian. http://www.theguardian.com/world/2017/apr/14/what-is-the-historical-evidence-that-jesus-christ-lived-and-died. Läst 6 december 2022.
19. ↑  John C. Dwyer Church History: Twenty Centuries of Catholic Christianity,sid 6, ISBN 0-8091-3830-1
20. ↑  "I Thess. 2.14-16 has often been regarded as a post-Pauline interpolation." - Schnelle, Udo, The History and Theology, s 48
21. ↑  Pagels, Elaine H. (1975). The gnostic Paul : gnostic exegesis of the Pauline letters. ISBN 0-8006-0403-2. OCLC 1698429. https://www.worldcat.org/oclc/1698429. Läst 6 december 2022
22. ↑  stephenjbell (7 februari 2010). ”Did Paul Write About Jesus as a Historical Person?” (på engelska). Apologetics Press. https://apologeticspress.org/did-paul-write-about-jesus-as-a-historical-person-2836/. Läst 6 december 2022.
23. ↑  Doherty, Earl. ”Responses to Critiques of the Mythicist Case Four:Alleged Scholarly Refutations of Jesus Mythicism”. Arkiverad från originalet den 11 maj 2008. https://web.archive.org/web/20080511165305/http://jesuspuzzle.humanists.net/CritiquesRefut3.htm. Läst 27 april 2008.
24. ↑  "There is no known mention of Jesus by the Jewish historian Philo of Alexandria." - Jesus Outside the New Testament Arkiverad 24 juni 2008 hämtat från the Wayback Machine..
25. ↑  Att Justus av Tiberias inte nämnde Jesus framgår av Photios, Bibliotheca, cod. 33
26. ↑  ”Jesus Myth - The Case Against Historical Christ”. www.rationalrevolution.net. http://www.rationalrevolution.net/articles/jesus_myth_history.htm#9. Läst 6 december 2022.
27. ↑  link, Get; Facebook; Twitter; Pinterest; Email; Apps, Other. ”Contra Jesus mytherism: answering the Philo Argument”. http://christiancadre.blogspot.com/2017/05/contra-jesus-mytherism-answering-philo.html. Läst 6 december 2022.
28. ↑  "Most scholars currently incline to see the passage as basically authentic, with a few later insertions by Christian scribes." - Fredrikson, Paula, Jesus of Nazareth, King of the Jews, s 249
29. ↑  Hillar, Marian (2005), ”Flavius Josephus and His Testimony Concerning the Historical Jesus”, s. 1–40. Ursprungligen publicerad i Essays in the Philosophy of Humanism 13, Houston, TX.:  66–103.
30. ↑  Alvar Ellegård; Jesus – One Hundred Years Before Christ: A Study In Creative Mythology, London (1999) -  nyutgiven som pocket av Overlook Press (april 2002). ISBN 1-58567-252-1
31. ↑  ”Dante’s angels as movers of the heavenly spheres” (på engelska). biblonia. 11 augusti 2017. https://biblonia.com/2017/08/11/dantes-angels-as-movers-of-the-heavenly-spheres/. Läst 8 januari 2023.
32. ↑  University, © Stanford; Stanford; California 94305 (17 december 2014). ”"The Influence of the Mystery Religions on Christianity"” (på engelska). The Martin Luther King, Jr., Research and Education Institute. https://kinginstitute.stanford.edu/king-papers/documents/influence-mystery-religions-christianity. Läst 12 januari 2023.
33. ↑  "While I would not consider it a dogma, I do lean more and more strongly in the direction of the Christ Myth theory. Obviously, no certainty on such matters will likely ever be possible. Historians must render only tentative and provisional judgments on such things, but I would place myself in that camp." - E-brev från Robert Price 2008-06-09
34. ↑  ”Six Reasons Why the Myth Theory of Jesus Is Bunkum” (på amerikansk engelska). Kurtz Institute. Arkiverad från originalet den 12 januari 2023. https://web.archive.org/web/20230112184600/https://kurtz.institute/the-human-prospect/six-reasons-why-the-myth-theory-of-jesus-is-bunkum. Läst 12 januari 2023.